# Bismarck-klass
Bismarck-klass var en fartygsklass bestående av två slagskepp som byggdes i Tyskland före andra världskriget. Klassen bestod av de två skeppen Bismarck och systerskeppet Tirpitz.